# Бурый ревун
Бурый ревун (лат. Alouatta guariba) — вид паукообразных обезьян (Atelidae). Представители обитают в лесах на юго-востоке Бразилии и северо-востоке Аргентины. Подобно родственным видам, обладают хватательным хвостом. И у них густая шерсть, характерная для рода. В рационе в основном листья и фрукты видов Ficus, Zanthoxylum и Eugenia.
Существуют два подвида:
- Северный бурый ревун (Alouatta guariba guariba);
- Южный бурый ревун (Alouatta guariba clamitans).